# پیریک کاپل
پیریک کپل (انگلیسی: Pierrick Capelle؛ زادهٔ ۱۵ آوریل ۱۹۸۷) یک بازیکن فوتبال اهل فرانسه است.
از باشگاه‌هایی که در آن بازی کرده‌است می‌توان به آنژه اشاره کرد.